# Maeen Abdul Malek

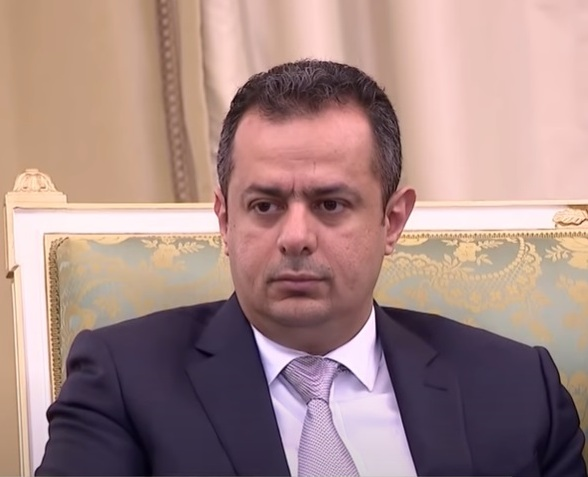
Maeen Abdul Malek

Maeen Abdul Malek (arabisch معين عبد الملك سعيد, DMG Maʿīn ʿAbd al-Malik Saʿīd; * 1976 in Taʿizz) ist ein jemenitischer Politiker, der vom 18. Oktober 2018 bis zum 5. Februar 2024 Premierminister des Jemen war. Er war davor Minister für öffentliche Arbeiten und Straßen.

## Biografie
Malek erlangte einen Ph.D. in Architektur und Designtheorie an der Universität Kairo und arbeitete danach als Architekt. Er war beschäftigt in einer Beratergruppe in Kairo im Bereich Planung und Bau. Er wirkte auch als Assistenzprofessor an der Fakultät für Ingenieurwissenschaften der Universität von Dhamar. Später wurde er Teil einer Regierungsdelegation, die in Kuwait und der Schweiz Friedensgespräche mit den Huthi-Rebellen führte (Nationaler Dialog), welche wegen des Bürgerkriegs im Jemen stattfanden.
Er wurde 2018 im Rahmen einer humanitären Krise zum Premierminister des Jemen ernannt und löste Ahmed Obeid bin Daghr ab. Malek gilt als Technokrat mit Kontakten zu verschiedenen politischen Fraktionen im Land.
Am 5. Februar 2024 wurde Malek per Dekret als Ministerpräsident entlassen. Sein Nachfolger wurde der bisherige Außenminister Bin Mubarak.